# Duque de Elvas
Duque de Elvas é um título nobiliárquico português criado pelo Príncipe-Regente D. João em nome da Rainha D. Maria I em 1817 a favor do Marechal William Carr Beresford, 1º Marquês de Campo Maior, 1º Conde de Trancoso (pariato português) e 1º Visconde de Beresford (pariato britânico).
Foi o segundo título ducal outorgado pela Coroa Portuguesa a um estrangeiro, tendo o primeiro sido o de Duque da Vitória, criado em 1812 a favor do igualmente britânico Marechal Duque de Wellintgon. 
O Ducado de Elvas extinguiu-se por morte sem descendência legítima do 1º titular a 8 de Janeiro de 1854. 

## Duques de Elvas

### Titulares
1. Marechal William Carr Beresford, 1º Marquês de Campo Maior, 1º Conde de Trancoso e 1º Visconde de Beresford[2]